# Oldenlandia oxycoccoides
Oldenlandia oxycoccoides är en måreväxtart som beskrevs av Cornelis Eliza Bertus Bremekamp. Oldenlandia oxycoccoides ingår i släktet Oldenlandia och familjen måreväxter. Inga underarter finns listade i Catalogue of Life.